# Tillandsia gymnobotrya
Tillandsia gymnobotrya là một loài thuộc chi Tillandsia. Đây là loài đặc hữu của México.